# Julia Stierli
Julia Stierli (Muri, 3 april 1997) is een voetbalspeelster uit Zwitserland. Ze speelt als verdediger voor SC Freiburg in de Bundesliga.

## Clubcarrière
Stierli begon haar carrière op achtjarige leeftijd bij FC Muri. Van 2013 tot 2024 speelde ze voor FC Aarau waarna ze naar de jeugdopleiding van FC Zürich ging. Met deze club heeft ze vier keer de dubbel gewonnen. Daarnaast heeft ze 25 wedstrijden in d Champions League gespeeld. Met FC Zürich wist ze in het seizoen 2014-2015 de achtste finales van de Champions League te halen.
Op 30 juni 2025 tekende Stierli een contract bij het Duitse Sc Freiburg.

## Statistieken
| Seizoen | Club        | Land        | Competitie   | Wedstrijden | Doelpunten |
| ------- | ----------- | ----------- | ------------ | ----------- | ---------- |
| 2017/18 | FC Zürich   | Zwitserland | Super League | 3           | 3          |
| 2018/19 | FC Zürich   | Zwitserland | Super League | 2           | 1          |
| 2019/20 | FC Zürich   | Zwitserland | Super League | 1           | 1          |
| 2020/21 | FC Zürich   | Zwitserland | Super League | 4           | 5          |
| 2021/22 | FC Zürich   | Zwitserland | Super League | 22          | 2          |
| 2022/23 | FC Zürich   | Zwitserland | Super League | 20          | 0          |
| 2023/24 | FC Zürich   | Zwitserland | Super League | 18          | 1          |
| 2014/15 | SC Freiburg | Duitsland   | Bundesliga   | 20          | 0          |
| Totaal  | Totaal      | Totaal      | Totaal       | 90          | 13         |

Laatste update: 29 juni 2025

## Interlandcarrière
Stierli maakte haar debuut voor Zwitserland in 2017. In de kwalificatiewedstrijden voor het WK 2019 maakte Stierli opnieuw haar opwachting.
Stierli werd opgenomen in de selectie van Zwitserland voor het EK 2022. Zwitserland werd op dit eindtoernooi uitgeschakeld in de groepsfase na een 1-4 nederlaag tegen Nederland. Stierli kwam enkel in dat duel in actie.
In 2023 werd Stierli opnieuw opgenomen in de selectie van Zwitserland voor het WK 2023. Zwitserland wist de achtste finales te halen waarin Spanje met 1-5 te sterk was. Stierli kwam in alle vier de wedstrijden in actie.
Twee jaar later werd Stierli opnieuw opgenomen in de definitieve selectie van Zwitserland voor op het EK 2025 in eigen land.